# Тухачевский, Михаил Николаевич
Михаи́л Никола́евич Тухаче́вский (4 (16 февраля) 1893, Александровское, Дорогобужский уезд, Смоленская губерния, Российская империя — 12 июня 1937, Москва, РСФСР, СССР) — российский и советский военный деятель и теоретик, военачальник РККА времён Гражданской войны. Маршал Советского Союза (1935). Расстрелян в 1937 году по сфабрикованному «делу антисоветской троцкистской военной организации», реабилитирован в 1957 году.

## Биография

### Ранние годы и учёба
Михаил Тухачевский родился 4 (16) февраля 1893 года в семье обедневшего смоленского потомственного дворянина Николая Николаевича Тухачевского (1866—1914), мать — Мавра Петровна Милохова (1869—1941), крестьянка. По национальности — русский. Происхождение фамилии Тухачевских достоверно не определено. Биограф М. Тухачевского Б. В. Соколов сообщает, что происхождение рода Тухачевских (из группы предполагаемых потомков Индриса) окутано легендами не меньше, чем гибель самого Тухачевского. Герб Тухачевских совершенно несходен с гербами потомства Индриса, скорее, напоминает о польских Тухачевских, которые пользовались гербами «Гриф» и «Погоня» (IV). Версия о польском происхождении Тухачевского также не имеет под собой документальных обоснований.
Детские годы будущего маршала прошли в селе Вражском Чембарского уезда Пензенской губернии (ныне Каменского района) и в Пензе. В 1904—1909 годах он учился в 1-й Пензенской гимназии. Окончил Московский Императрицы Екатерины II кадетский корпус (1912).
В Русской императорской армии Михаил состоял с 1912 года: по окончании кадетского корпуса поступил в Александровское военное училище, которое закончил в 1914 году в первой тройке по успеваемости. В конце обучения выбрал службу в лейб-гвардии Семёновском полку, и после прохождения необходимых процедур (получение согласия офицеров полка), высочайшим приказом от 12 июля 1914 года был произведён из фельдфебелей в подпоручики с направлением в этот полк, где был определён в 6-ю роту 2-го батальона.

### Первая мировая война
В начавшейся Первой мировой войне принимал участие в боях с австрийцами и немцами в составе 1-й гвардейской дивизии на Западном фронте. Участник Люблинской, Ивангородской, Ломжинской операций. Был ранен, за проявленный героизм пять раз был награждён орденами различных степеней (5 орденов за полгода). В бою 19 февраля 1915 года у деревни Пясечно под Ломжей его рота была окружена, он сам взят в плен. Ночью немцы окружили позиции 6-й роты и уничтожили её почти полностью. Ротный командир капитан Ф. А. Веселаго погиб в ожесточённом бою. Позже, когда русские вновь отбили захваченные германцами окопы, на теле капитана насчитали не менее двадцати штыковых и огнестрельных ран — и опознали его только по Георгиевскому кресту. Тухачевский не был ранен, но попал в плен. После четырёх безуспешных попыток бегства из плена отправлен в лагерь для неисправимых беглецов в Ингольштадте, где познакомился с Шарлем де Голлем. В сентябре 1917 года совершил пятый побег, ставший успешным, и 18 сентября сумел перейти через границу в Швейцарию. В октябре 1917 года вернулся в Россию через Францию, Англию, Норвегию и Швецию. Вновь был зачислен в Семёновский полк 27 ноября 1917 года командиром роты и произведен в капитаны, а в январе 1918 года получил отпуск как бежавший из плена и уехал в имение под Пензу, демобилизовавшись из армии.
«Не то чтобы он был жестоким — просто он не имел жалости» (отзыв о Тухачевском французского офицера Реми Рура, сидевшего с ним в германском плену).

### Гражданская война

#### Командование армиями
Добровольно вступил в Красную армию в марте 1918 года, работал в Военном отделе ВЦИК. Вступил в РКП(б) ранней весной 1918 года, назначен военным комиссаром Московского района обороны.
В июне 1918 года назначен командующим создаваемой 1-й армией Восточного фронта. Едва не был расстрелян в ходе июльского мятежа, поднятого командующим Восточным фронтом М. А. Муравьёвым. В августе командовал 1-й советской армией, предпринимавшей попытку взять занятый белыми Симбирск и в ожесточённом сражении 14 (27) — 17 (30) августа на подступах к городу потерпел поражение от частей полковника Генерального штаба В. О. Каппеля, в результате чего 1-я советская армия была вынуждена отступить на 80 вёрст западнее Симбирска. В начале сентября подготовил и провёл силами армии успешную операцию по взятию Симбирска, в которой впервые проявил полководческие качества. Военные историки отмечают «глубоко продуманный план операции, смелое и быстрое сосредоточение основных сил армии на решающем направлении, своевременное доведение задач до войск, а также решительные, умелые и инициативные их действия». Впервые в Гражданской войне один полк (5-й Курский Симбирской дивизии) перевозился в район сосредоточения на автомашинах.
Как и в последующих армейских и фронтовых операциях, Тухачевский продемонстрировал «умелое использование решительных форм манёвра в ходе операции, смелость и стремительность действий, правильный выбор направления главного удара и сосредоточение на нём превосходящих сил и средств».
Симбирская операция являлась частью общего наступления Восточного фронта 1918—1919 годах Красной армии и началась только после начала Казанской операции 1918 года, имевшей целью взятие Казани, которую обороняли лучшие войска Народной армии КОМУЧа, включая бригаду Каппеля. После того, как В. О. Каппель со своими частями вернулся из-под Казани, Симбирская дивизия красных была отброшена за Волгу. Но вернуть Симбирск Каппелю не удалось, а подход Правобережной группы Пятой армии и Волжской военной флотилии Красной армии позволил красным вновь форсировать Волгу и перейти в наступление.
Параллельно с завершением Симбирской операции развёртывалась Сызрань-Самарская операция, в которой участвовала 1-я армия Тухачевского и в результате которой была взята Самара (непосредственно город был взят частями 1-й Самарской пехотной дивизии Красной армии).
В декабре 1918 года Ленин определил юг как главное направление войны, и Тухачевский назначается помощником командующего Южным фронтом (ЮФ), который вёл активное наступление с 3 ноября 1918 года (Тухачевский числился командующим 1-й армии до 4 января), а с 24 января 1919 года — командующим 8-й армией ЮФ, в состав которой была включена Инзенская стрелковая дивизия, ранее входившая в состав 1-й армии. Войска Южного фронта Красной армии наступали до рубежа рек Дона и Маныча, однако Донская армия белых разбита не была, как считают некоторые[кто?] — в результате разногласий между главкомом Вацетисом и командармом Тухачевским, с одной стороны, и комфронта Гиттисом (комиссары А. Л. Колегаев, Г. Я. Сокольников и И. И. Ходоровский), с другой. Должность командующего 8-й армией Тухачевский оставил 15 марта 1919 года.
В марте 1919 года перешли в наступление на востоке армии адмирала Колчака. Западная армия генерала Ханжина разбила 5-ю армию и прорвала центр Восточного фронта Красной армии.
5 апреля Тухачевский вступает в командование 5-й армией. Начальниками стрелковых дивизий армии были Чапаев (25-я сд) и Эйхе (26-я сд). В рамках общего контрнаступления Восточного фронта 5-я армия перешла от отступления к наступлению, провела 28 апреля — 13 мая совместно с Туркестанской армией Бугурусланскую операцию 1919 года и разгромила группу генерала Войцеховского. В дальнейшем 5-я армия обеспечивала проведение Белебейской операции Туркестанской армии и Сарапуло-Воткинской операции 2-й армии. В июне 5-я армия проводит Бирскую операцию против превосходящих сил белых и обеспечивает выход Красной армии к Южному Уралу.
В конце июня-начале июля 5-й армии было приказано осуществить главный удар в наступлении Восточного фронта. Тухачевский провёл Златоустовскую операцию, в результате которой были сорваны попытки Западной армии белых закрепиться вдоль Уральского хребта. Военный историк Н. Е. Какурин обращает внимание на искусный учёт и использование местных условий, смелую и оригинальную группировку сил командованием 5-й армии при построении плана операции в армейском масштабе. Операция строилась на внезапности, все документы разрабатывал лично командующий армией и доводил до работников штаба лишь то, что их непосредственно касалось. В результате двух недель боёв был взят Златоуст, 5-я армия взяла три тысячи пленных, её потери составили менее 200 человек убитыми, ранеными и пропавшими без вести.
В ходе проведения операции 26-я стрелковая дивизия после быстрого марша по долине Юрюзань в районе села Насибаш попала в полуокружение и в течение 3 дней была вынуждена обороняться в таком положении. Угроза 26-й была снята с подходом 27-й стрелковой дивизии.
Затем 5-я армия провела Челябинскую операцию. В ходе её проведения командование белых приняло решение преднамеренным отступлением заманить 5-ю армию в окружение и разгромить. Для решения этой задачи в составе белой Западной армии создавались ударные группы под командованием Войцеховского и Каппеля. 24 июля 27-я сд 5-й армии взяла Челябинск. После этого командование белых приступило к выполнению своего замысла, и части Войцеховского и Каппеля окружили Челябинск вместе с вошедшими в него частями красных. Челябинск красным удалось сохранить за счёт мобилизации местных рабочих. Положение было выправлено после подхода частей 5-й сд и 35-й сд 5-й армии и удара 21-й сд 3-й армии, направленной приказом командующего Восточным фронтом красных М. В. Фрунзе в обход группы Войцеховского. В результате войска белых потерпели поражение. За эту операцию Тухачевский был награждён орденом Красного Знамени.
После этого Восточный фронт красных силами 5-й армии Тухачевского и 3-й армии начали Петропавловскую операцию. Первоначально войска 5-й армии форсировали реку Тобол и за 10 дней продвинулись на 130—180 км, однако войска белых перешли в контрнаступление и попытались окружить 5-ю армию, которая была вынуждена отступить обратно за реку Тобол. Лишь после пополнения войск красные смогли возобновить наступление и взять Петропавловск.
После этого наступление красных фактически приобрело характер преследования, причём оно велось силами авангардных частей из кавалерии и пехоты, посаженной на сани. Колчаковское правительство отказалось от обороны Омска и эвакуировалось на восток, в итоге в ходе Омской операции красных 30-тысячный гарнизон Омска 15 ноября сдал город 27-й стрелковой дивизии красных, совершившей марш-бросок в 100 км, без боя.
За победу над Колчаком Тухачевский был награждён Почётным революционным оружием. 5-й армией он командовал до 27 ноября 1919 года.

#### Кавказский фронт
4 февраля 1920 года Тухачевский назначается командующим Кавказским фронтом, созданным специально для завершения разгрома Добровольческой армии генерала Деникина и захвата Северного Кавказа до того, как начнётся война с Польшей. К моменту назначения Тухачевского войска Кавказского фронта уже провели Доно-Манычскую операцию, все задачи которой выполнены не были, но войска заняли исходные позиции для проведения следующего этапа Северо-Кавказской операции. В полосе фронта красные несколько уступали белым в силах и средствах, поэтому при планировании Тихорецкой наступательной операции было произведено массирование сил на направлении главного удара. Особенностью планирования операции явилось также нанесение серии последовательных ударов, согласованных по цели, месту и времени. В свою очередь, генерал Деникин также готовил наступление с целью захвата Ростова и Новочеркасска. Первоначально войска Кавказского фронта перешли в наступление, в результате чего войска, занявшие плацдарм за Манычем, были практически выбиты обратно. В результате наступления Добровольческого корпуса 20 февраля белые овладели Ростовом и Нахичеванью, что, по словам Деникина, «вызвало взрыв преувеличенных надежд в Екатеринодаре и Новороссийске <…>. Однако движение на север не могло получить развития, потому что неприятель выходил уже в глубокий наш тыл — к Тихорецкой».
После того как Ударная группа 10-й армии прорвала оборону белых, комфронта приказал ввести в прорыв 1-ю Конную армию для развития успеха на Тихорецкую. 1 марта Добровольческий корпус оставил Ростов, и белые армии стали отходить к реке Кубань. Успех Тихорецкой операции позволил перейти к Кубано-Новороссийской операции, в ходе которой 17 марта 9-я армия Кавказского фронта под командованием И. П. Уборевича захватила Екатеринодар, форсировала Кубань и 27 марта овладела Новороссийском. «Главным итогом Северо-Кавказской стратегической наступательной операции явился окончательный разгром главной группировки Вооружённых сил юга России». По словам Деникина, «рухнуло государственное образование юга».
Главком С. С. Каменев 20 марта 1920 года докладывал В. И. Ленину, что планируется назначить командующим Западным фронтом М. Н. Тухачевского, «умело и решительно проведшего последние операции по разгрому армий генерала Деникина», а 26 марта Реввоенсовет Республики отметил, что «Западный фронт является в настоящее время важнейшим фронтом Республики».

### Советско-польская война 1920 года
25 апреля 1920 года польский Юго-Восточный фронт перешёл в наступление на Украине против советского Юго-Западного фронта (ЮЗФ) (командующий А. И. Егоров, член РВС И. В. Сталин), 6 мая поляки заняли Киев. 28 апреля Главное командование Красной армии назначило наступление Западного фронта на 14 мая до завершения всех мероприятий по подготовке, чтобы оказать немедленную помощь отступавшему ЮЗФ. Тухачевский вступил в командование Западным фронтом 29 апреля. В ходе наступления против польского Северо-Восточного фронта правофланговая 15-я армия А. И. Корка заняла район т. н. Смоленских ворот южнее Полоцка, однако из-за отсутствия резервов этот успех не получил развития. В центре 16-я армия форсировала Березину, но к 27 мая польский контрудар заставил её отойти обратно. Неудачный исход Майской фронтовой операции явился следствием недооценки сил противника, сосредоточившего крупные силы для подготовки своего наступления против Западного фронта. В то же время наступление Запфронта заставило польское командование перебросить две с половиной дивизии со своего Юго-Восточного фронта, ослабив тем самым наступление на Украине.
В результате начавшегося 26 мая контрнаступления советского ЮЗФ польские армии ЮВФ отступили почти на исходное перед апрельским наступлением положение, на Украину была переброшена часть сил из Белоруссии с ослаблением СВФ. С учётом этого Тухачевский принял решение нанести первый удар в Июльской операции максимальными силами. 4 июля Запфронт перешёл в наступление, на правом фланге 4-я армия прорвала польскую оборону, и в прорыв был введён 3-й конный корпус Г. Д. Гая (военком А. М. Постнов), создавая угрозу окружения польской 1-й армии. 11 июля части красной 16-й армии взяли Минск, с 12 июля все армии фронта перешли к преследованию противника, были взяты Вильно, Гродно, Барановичи, Пинск. В ходе июльской операции Запфронта основные силы польского Северо-Восточного фронта потерпели тяжёлое поражение. В свою очередь ЮЗФ в июле нанёс поражение польскому Юго-Восточному фронту, и его армии заняли Западную Украину.
На этом этапе польской кампании военные решения были полностью подчинёны политической воле руководства РСФСР. Получив ноту министра иностранных дел Великобритании лорда Керзона от 11 июля с предложением о перемирии на линии Гродно — Брест-Литовск — Рава Русская (этнографические границы Польши, определённые Парижской мирной конференцией 1919 года), Ленин расценивает её как попытку «вырвать из рук победу» и требует «бешеного ускорения наступления на Польшу». 22 июля министр иностранных дел Польши Сапега направил радиограмму Советскому правительству с предложением немедленного перемирия. Однако успешное наступление фронтов породило в ЦК РКП(б) ожидания полного разгрома Польши. Главком С. С. Каменев ставит перед Западным фронтом задачу овладеть Варшавой не позднее 12 августа.
Планируя Варшавскую операцию, Тухачевский отказался от фронтального главного удара по Варшаве. Предполагая, что главные польские силы отходят севернее столицы, он нанёс главный удар на этом направлении, чтобы разгромить противника северо-западнее Варшавы. В то же время левый фланг фронта был прикрыт слабо.
Решение о наступлении было принято 8 августа. Тогда же Тухачевский предложил создать временный оперативный пункт для управления 1-й Конной и 12-й армиями, передаваемыми в подчинение ЗФ из состава ЮЗФ по решению Политбюро от 2 августа. Эти войска, а также 14-я армия, предназначались для подкрепления слабой Мозырской группы и 16-й армии, направленных южнее Варшавы, с дальнейшей целью окружения польской столицы с юга. 11 августа достигнута окончательная договорённость о немедленном повороте этих армий со Львовского на Люблинское направление. Командование ЮЗФ заявило, что сумело ознакомиться с директивой только 13 августа из-за искажений при шифровании. 14 августа Главком С. С. Каменев требует повернуть войска немедленно. РВС ЮЗФ отвечает, что они уже втянуты в бои подо Львовом и повернуть их на север невозможно. В своих мемуарах Буденный позже укажет, что на самом деле 1-я Конная в это время только выдвигалась ко Львову и завязывала бои с отступающими арьергардами противника. Приказу повернуть на север 1-я Конная подчинилась только 21 августа, а 12-я армия его не выполнила вообще. К этому времени Пилсудский, начавший наступление 16 августа против левого фланга ЗФ и встык ЗФ и ЮЗФ, уже выходил на линию Остроленка-Ломжа-Белосток.
Маршал Ю. Пилсудский подготовил польское контрнаступление с рубежа реки Вепш, где сосредоточил ударные силы своего Среднего фронта. Решение о контрнаступлении было принято 6 августа. 8 августа из-подо Львова была выведена в район сосредоточения 3-я польская армия. 14 августа 5-я армия генерала В. Сикорского (будущий премьер) нанесла контрудар против 4-й армии Западного фронта (А. Д. Шуваев) и разбила её. 16 августа Средний фронт перешёл в контрнаступление против левого фланга Запфронта и в первый же день разгромил прикрывавшую его Мозырскую группу, которая не успела даже сообщить в штаб фронта о польском наступлении. 17 августа Тухачевский приказал своим северным армиям начать отход, однако отступление приняло беспорядочный характер. Часть войск ЗФ оказалась окружена и попала в плен или была интернирована в Восточной Пруссии. Западный фронт потерпел серьёзное поражение и к октябрю отошёл к Минску. 12 октября 1920 года вступило в силу советско-польское перемирие, а в марте 1921 года был заключён мир, по которому за Польшей остались Западные области Украины и Белоруссии. Присутствие РККА на приграничных территориях, в том числе, в Минске, ограничивалось.
Подобно Ленину, Сталину и Каменеву, Тухачевский был противником остановки на линии Керзона и сторонником похода на Варшаву, разделяя иллюзии большевистского руководства о революционном подъёме в Польше при появлении там Красной армии. С военной точки зрения, фронтовая Варшавская операция была обречена с принятием Главкомом решения о наступлении по расходящимся направлениям. Собственные решения 27-летнего командующего усугубили стратегическую ошибку Главкома. В других условиях блестящий манёвр по глубокому охвату Варшавы с северо-запада мог бы привести к разгрому противника. Однако фронтовая разведка не смогла ни обнаружить отсутствие главных польских сил к северу от Варшавы, ни подтвердить переброску на Вепш дивизий, воевавших против советского Юго-Западного фронта. Таким образом, Тухачевский принимал рискованные решения, не имея достаточной информации о противнике. Кроме того, в отличие от сражений Гражданской войны, в Варшавской операции войскам Тухачевского противостоял более устойчивый и морально более сильный противник. В августе неустойчивость демонстрировали именно советские войска.
Поражение Западного фронта в Варшавской операции и споры об ответственности РВС Юго-Западного фронта за её исход, по мнению многих исследователей, повлияли на судьбу М. Н. Тухачевского в 1937 году.

### Подавление антисоветских восстаний
В ноябре 1920 года Тухачевский командует войсками Западного фронта в операции по разгрому вторгшихся на территорию Белоруссии из Польши отрядов Русской народной добровольческой армии генерала Булак-Балаховича.
5 марта 1921 года Тухачевский назначен командующим 7-й армией, направленной на подавление восстания гарнизона Кронштадта. К 18 марта восстание подавлено.
В 1921 году РСФСР была охвачена антисоветскими восстаниями, крупнейшим из которых в Европейской России было крестьянское восстание в Тамбовской губернии. Согласно разработанному Тухачевским плану, восстание было в основном подавлено к концу июля 1921 года. В боях против отрядов, состоявших преимущественно из крестьян, Тухачевский применял химическое оружие, артиллерию и авиацию. Также широко использовались такие меры, как захват и расстрел заложников из числа родственников восставших.
Из Приказа Тухачевского № 0116 от 12 июня 1921 года:

Приказываю:
1. Леса, где прячутся бандиты, очистить ядовитыми газами, точно рассчитать, чтобы облако удушливых газов распространилось по всему лесу, уничтожая всё, что в нём пряталось.
2. Инспектору артиллерии немедленно подать на места потребное количество баллонов с ядовитыми газами и нужных специалистов.
3. Начальнику боевых участков настойчиво и энергично выполнить настоящий приказ.
4. О принятых мерах донести.

Командующий войсками Тухачевский,

Начальник штаба войск Какурин.

Приказ Полномочной комиссии ВЦИК № 116 от 23 июня 1921 года о порядке чистки в бандитски настроенных волостях и сёлах:

Опыт первого боевого участка показывает большую пригодность для быстрого очищения от бандитизма известных районов по следующему способу чистки.

Намечаются наиболее бандитски настроенные волости, и туда выезжают представители уполиткомиссии, особотделения, отделения РВТ и командования, вместе с частями, назначенными для проведения чистки. По прибытии на место волость оцепляется, берутся 60—100 наиболее видных заложников и вводится осадное положение. Выезд и въезд из волости должны быть на время операции запрещёны. После этого созывается полный волостной сход, на коем прочитываются приказы Полнком ВЦИК № 130 и № 171 и написанный приговор для этой вол[ости]. Жителям даётся два часа срока на выдачу бандитов и оружия, а также бандитских семей, и население ставится в известность, что в случае отказа дать упомянутые сведения взятые заложники через два часа будут расстреляны. Если население не указало бандитов и не выдало оружие по истечении 2-часового срока, сход собирается вторично и взятые заложники на глазах у населения расстреливаются, после чего берутся новые заложники и собравшимся на сход вторично предлагается выдать бандитов и оружие. Желающие это исполнить становятся отдельно, разбиваются на сотни, и каждая сотня пропускается для опроса через опросную комиссию [из] представителей особотдела РВТ. Каждый должен дать показания, не отговариваясь незнанием. В случае упорства производятся новые расстрелы и так далее. По разработке материала, добытого из опросов, создаются экспедиционные отряды с обязательным участием в них лиц, давших сведения, и других местных жителей, [которые] направляются на ловлю бандитов. По окончании чистки осадное положение снимается, водворяется ревком и насаждается милиция.

Настоящее Полнком ВЦИК приказывает принять к неуклонному руководству и исполнению.
Председатель Полномочной комиссии ВЦИК Антонов-Овсеенко

Командующий войсками М. Тухачевский

Предгубисполкома Лавров

Приказ Полномочной комиссии ВЦИК № 189 от 9 июля 1921 года о взятии и расстреле заложников в случае разрушения мостов:

Разгромленные банды прячутся в лесах и вымещают свою бессильную злобу на местном населении, сжигая мосты, портя плотины и прочее народное достояние. В целях охранения мостов Полнком ВЦИК приказывает:
1. Немедленно взять из населения деревень, вблизи которых расположены важные мосты, не менее пяти заложников, коих в случае порчи моста надлежит немедленно расстреливать.
2. Местным жителям организовывать под руководством ревкомов оборону мостов от бандитских налётов, а также вменить населению в обязанность исправление разрушенных мостов не позднее, чем в 24-часовой срок.
3. Настоящий приказ широко распространить по всем деревням и сёлам.

Предполком ВЦИК Антонов-Овсеенко

Командвойск Тухачевский

Предгубисполкома Лавров

В 1921 году применение на войне химического оружия не являлось военным преступлением: Женевский протокол о запрещении его применения был подписан 17 июня 1925 года и вступил в силу 8 февраля 1928, ратифицирован СССР в апреле 1928 года. Архивные документы позволяют с уверенностью заявить, что само применение химического оружия ограничилось несколькими газоснарядными обстрелами с ничтожным количеством снарядов, снаряжённых тактической смесью на основе хлорпикрина, газобаллонных атак не проводилось по причине отсутствия подготовленного личного состава и что газоотравленных не обнаружено.

### Работа по реформированию РККА

#### Карьера в 1920-е и первой половине 1930-х годов
С 25 июля 1921 года Тухачевский — начальник Военной академии РККА, с 24 января 1922 по 26 марта 1924 года — снова командующий Западным фронтом. После конфликта между Тухачевским и парткомом Западного фронта начальник Штаба РККА М. В. Фрунзе назначает его своим заместителем, а в ноябре 1925 года, после его смерти Тухачевский становится начальником Штаба РККА.
26 декабря 1926 года Тухачевский констатировал отсутствие армии и тыла в стране в докладе «Оборона Союза Советских Социалистических республик»:

3. В случае благоприятного для блока [вероятных противников на Западе] развития боевых действий первого периода войны, его силы могут значительно вырасти, что в связи с «западноевропейским тылом» может создать для нас непреодолимую угрозу <…>

6. Наших скудных материальных боевых мобилизационных запасов едва хватит на первый период войны. В дальнейшем наше положение будет ухудшаться (особенно в условиях блокады).

7. Задачи обороны СССР РККА выполнит лишь при условии высокой мобилизационной готовности вооружённых сил, железнодорожного транспорта и промышленности.

8. Ни Красная Армия, ни страна к войне не готовы.

В результате конфликтов с наркомвоенмором К. Е. Ворошиловым подал рапорт об освобождении от должности. «Когда Тухачевский выдвинул теорию упреждающих наступательных операций и создания такого технического оснащения Красной Армии, которое бы ни одна страна мира не потянула, в том числе и СССР бы не потянул, Сталин его обвинил в попытках создать красный милитаризм, — указывает историк А. А. Зданович. — Действительно, в стране крестьяне ещё в лаптях ходят, а ты предлагаешь тысячи танков строить для армии».
С мая 1928 года по июнь 1931 года Тухачевский — командующий Ленинградским военным округом. Тем временем обстановка в мире меняется, угроза военной опасности для СССР возрастает — и Сталин письменно извинился перед Тухачевским за то, что неправильно оценил его предложение и был достаточно резок в его отношении. И тут же Тухачевского вернули из Ленинграда в Москву.
В 1931 году он назначен начальником вооружений РККА, затем зам. председателя Реввоенсовета СССР, зам. наркома по военным и морским делам (с 15.03.1934 — наркома обороны).
В 1931 году по крупнейшему делу «Весна» арестовали 3,5 тысячи бывших офицеров царской армии — как служивших в Красной Армии, и не служивших. Тухачевский откликнулся на него статьёй и докладной запиской под названием «Контрреволюция на военно-научном фронте», обвинив крупнейшего военного теоретика Свечина. Того арестовали, осудили на несколько лет, потом выпустили, а в 1937-м приговорили к ВМН.
В феврале 1933 года Тухачевский награждён орденом Ленина. В феврале 1934 года на XVII съезде ВКП(б) избран кандидатом в члены ЦК ВКП(б).
В апреле 1935 года Михаил Тухачевский в числе наиболее видных представителей советской военной, государственной и театральной элиты получил именное приглашение на Весенний фестиваль в Спасо-хаусе — роскошный светский приём, устроенный в резиденции американского посла в Москве. Последним событием фестиваля, отмеченным главным организатором приёма, американским дипломатом Чарльзом Тейером, стал грузинский танец, исполненный Михаилом Тухачевским в 10 часов утра уже следующего дня в паре с незадолго до этого получившей широкую известность балериной Большого театра Ольгой Лепешинской.

#### Маршал Советского Союза. Военная теория Тухачевского
В ноябре 1935 года Тухачевскому присвоено высшее воинское звание — Маршал Советского Союза (среди первых пяти маршалов — Блюхер, Будённый, Ворошилов, Егоров), а в апреле 1936 года он назначен 1-м заместителем наркома обороны.
На всех должностях Тухачевский считал своей главной задачей подготовку РККА к будущей войне, допуская милитаризацию экономики СССР. В январе 1930 года он представил Ворошилову доклад о реорганизации Вооружённых сил, содержавший предложения об увеличении числа дивизий до 250, о развитии артиллерии, авиации, танковых войск и об основах их применения. Приводимые в докладе расчёты, основанные на опыте Германии и Франции в Первую мировую войну, содержали, например, производство ста тысяч танков за год. Сталин не одобрил предложения Тухачевского, сочтя их фантастическими и необоснованными. Тухачевский настаивал на применении техники двойного назначения (наземно-зенитной артиллерии, бронированных тракторов), на массовой замене всей артиллерии динамо-реактивными (безоткатными) пушками.
Много времени он уделял военно-научной работе. «Перу Тухачевского принадлежит более 120 работ по вопросам стратегии, оперативного искусства, тактики, воспитания и обучения войск <…>, он высказал ряд весьма важных теоретических положений».
Его мнение было таково, что в отличие от Первой мировой войны авиация и танки перестают быть вспомогательным средством ведения пехотно-артиллерийского боя и имелась «возможность путём массового внедрения танков изменить методы ведения боя и операции, <…> возможность создавать для противника внезапные условия развития операции путём этих нововведений». Он предлагал «совершенно по-новому подойти к планированию всей системы вооружения, организаций, тактики и обучения войск. Недоучёт этих возможностей может послужить причиной ещё больших потрясений и поражений в будущей войне».
Тухачевский — сторонник наступательной стратегии, он защищал единоначалие, самостоятельность и инициативность самых мелких подразделений и критиковал «ожидание распоряжений», рассматривал химическое оружие как полноправное средство ведения войны (видимо, на опыте Первой мировой войны). Он критически оценивал роль линкоров в будущей войне и положительно — роль авианосцев.
Тухачевский «ещё в ноябре 1932 года добился начала работ по конструированию ракетных двигателей на жидком топливе, а в сентябре 1933 года добился создания Реактивного НИИ, занимавшегося разработкой ракетного оружия в СССР».
Также внимательно следил за развитием военной мысли в Англии, Франции, Германии, высоко ценил разработки Фуллера, Лиддел Гарта и де Голля, отмечая при этом, что их идеи не восприняты официальными военными доктринами Англии и Франции. По своему служебному положению Тухачевский принимал участие в военном сотрудничестве между СССР и Германией в период с 1922 года по 1933 год; в 1932 году он посетил большие манёвры в Германии.
Вместе с тем не слишком удачные были начинания в артиллерии, тратились большие средства на неперспективные образцы вооружения. Так, большие ресурсы были затрачены на развитие дирижаблей, практически потерявших военное значение, утопическими оказались увлечения полигональными снарядами и авантюрными динамо-реактивными пушками Л. В. Курчевского. Только после войны были разработаны приемлемые образцы безоткатных орудий, но они получили узкую сферу применения.
В январе 1936 года Тухачевский в составе советской делегации присутствовал на похоронах английского короля Георга V в Лондоне.

### Противостояние в командовании РККА
Деятельность Тухачевского по реформированию вооружённых сил и его взгляды на подготовку армии к будущей войне встречали сопротивление и оппозицию в наркомате обороны. По разным причинам к Тухачевскому относились с неприязнью маршал Ворошилов и группировавшиеся вокруг него Будённый, Егоров, Шапошников, Дыбенко, Белов, Горбачёв, Городовиков, Кулик, Тимошенко, Хрулёв, Алкснис, Штерн, Блюхер и др. В свою очередь вокруг Тухачевского сложился свой круг ряда военачальников (Гамарник, Уборевич, Якир, Корк, Ефимов, Лапин, Меженинов, Роговский, Фельдман, Халепский, Эйдеман и др), которых объединяло резко критическое отношение к деятельности Ворошилова на посту наркома обороны.
Маршал Жуков рассказывал писателю Симонову:
Нужно сказать, что Ворошилов, тогдашний нарком, в этой роли был человеком малокомпетентным. Он так до конца и остался дилетантом в военных вопросах и никогда не знал их глубоко и серьёзно <…>. А практически значительная часть работы в наркомате лежала в то время на Тухачевском, действительно являвшемся военным специалистом. У них бывали стычки с Ворошиловым и вообще существовали неприязненные отношения. Ворошилов очень не любил Тухачевского <…>. Во время разработки Устава помню такой эпизод <…>. Тухачевский, как председатель комиссии по Уставу, докладывал Ворошилову как наркому. Я присутствовал при этом. И Ворошилов по какому-то из пунктов <…> стал высказывать недовольство и предлагать что-то не шедшее к делу. Тухачевский, выслушав его, сказал своим обычным спокойным голосом:
— Товарищ нарком, комиссия не может принять ваших поправок.
— Почему? — спросил Ворошилов.
— Потому что ваши поправки являются некомпетентными, товарищ нарком.
Согласно исследованию историка О. Н. Кена, противостояние Ворошилова и Тухачевского, по своей сути, отражало конфликт между направляемым, но всё же органическим, сбалансированным развитием вооружённых сил, учитывающим хозяйственные возможности страны, сторонником которого был К. Е. Ворошилов, и технократическим подходом, в соответствии с которым действительность загоняется в идеальную, «инновационную» модель без учёта социальных и экономических реалий, поборником которого являлся М. Н. Тухачевский.
Отношения между двумя группировками обострились в мае 1936 года, противники Ворошилова ставили перед Сталиным вопрос о замене Ворошилова на посту наркома.
Тухачевский и его группа в борьбе за влияние на Сталина попались на его удочку. Во время частых встреч со Сталиным Тухачевский критиковал Ворошилова, Сталин поощрял эту критику, называя её «конструктивной», и любил обсуждать варианты новых назначений и смещений… Материалы дела Тухачевского содержат разного рода документальные свидетельства относительно планов перетасовок в военном руководстве страны.П. А. Судоплатов
По одной из версий, обвинения в адрес Тухачевского были основаны на частично сфабрикованной нацистскими спецслужбами и переданной Сталину через президента Чехословакии Бенеша «красной папке» с доказательствами конспиративных контактов Тухачевского с германским Генштабом. В частности, эту версию активно распространял невозвращенец Вальтер Кривицкий.
В своих мемуарах, написанных после Второй мировой войны, бывший бригадефюрер СС Вальтер Шелленберг упоминал о передаче компромата на Тухачевского, говоря о том, что сфабриковано там было совсем немного (все документы были подготовлены за 4 дня), в основном, чтобы компрометировать германский Генштаб. Вместе с тем высказывается версия, что это было организовано самим Сталиным с двойной целью — ослабить германский Генштаб и получить повод для борьбы с Тухачевским «со стороны».
Уголовное дело против Тухачевского целиком основывалось на его собственных признаниях, и какие бы то ни было ссылки на конкретные инкриминирующие факты, полученные из-за рубежа, начисто отсутствуют. Если бы такие документы существовали, то я как заместитель начальника разведки, курировавший накануне войны и немецкое направление, наверняка видел бы их или знал об их существовании.П. А. Судоплатов
Нам, наверное, не дано узнать настоящей подоплёки суда над советскими военачальниками в 1937 году. Расшифровки телефонных разговоров Тухачевского, Якира, Егорова, Блюхера и других, которые обусловили вынесенные им смертные приговоры, были уничтожены по распоряжению Хрущёва.В. М. Фалин

### Арест и казнь

#### Обвинения
Сталин принял сторону абсолютно преданного ему Ворошилова, и уже в августе 1936 года последовали первые аресты военачальников в рамках Большой «чистки» Вооружённых сил: были арестованы комкоры Виталий Примаков и Витовт Путна. 10 мая 1937 года Тухачевский был переведён с поста первого заместителя наркома обороны на должность командующего войсками Приволжского военного округа. 22 мая он был арестован в Куйбышеве, 24 мая перевезён в Москву, 26 мая после очных ставок с Примаковым, Путной и Борисом Фельдманом дал первые признательные показания.
В ходе предварительного следствия Тухачевский признал себя виновным в подготовке военного заговора в РККА, целью которого было насильственное свержение власти и установление в СССР военной диктатуры. Для реализации успеха планировалось подготовить поражение РККА в будущей войне с Германией и, возможно, Японией (показания маршала Тухачевского от 26 мая и 1 июня 1937 года). Также Тухачевский признал, что им, а также другими участниками заговора германской разведке были переданы сведения, составляющие государственную тайну, о количестве и местах сосредоточения РККА в приграничных областях.
5 июня. <…> Сталин обсуждает вопрос о заговоре с Молотовым, Кагановичем и Ежовым. Было решено из большой группы высшего комначсостава, арестованной в мае 1937 года, отобрать несколько лиц для судебного процесса, объединив их в одно групповое дело. <…> 7 июня нарком внутренних дел Ежов и Прокурор СССР Вышинский представили Сталину вариант обвинительного заключения по делу. Разговор происходил в присутствии Молотова, Кагановича и Ворошилова. После просмотра и внесения в него Сталиным изменений и поправок текст обвинительного заключения приобрёл окончательный вид. 10 июня (по другим сведениям, 11 июня) 1937 года <…> Пленум Верховного суда СССР… постановил для рассмотрения дела образовать Специальное судебное присутствие Верховного суда СССР в составе председательствующего В. В. Ульриха и членов Я. И. Алксниса, В. К. Блюхера, С. М. Будённого, Б. М. Шапошникова, И. П. Белова, П. Е. Дыбенко, Н. Д. Каширина и Е. И. Горячева.Николай Черушев.

#### Расстрел
11 июня 1937 года дело по обвинению маршала Тухачевского, командармов 1-го ранга Уборевича и Якира, командарма 2-го ранга Корка, комкоров Фельдмана, Эйдемана, Примакова и Путны в шпионаже, измене Родине и подготовке террористических актов было рассмотрено в закрытом заседании Специального судебного присутствия Верховного Суда СССР.
О ходе судебного процесса Ульрих информировал И. В. Сталина. Об этом мне говорил Ульрих. Он говорил, что имеются указания Сталина о применении ко всем подсудимым высшей меры наказания — расстрела.И. М. Зарянов, секретарь суда
Решением Специального судебного присутствия Верховного суда СССР подсудимые были признаны виновными в совершении преступлений, предусмотренных статьями 58-1 (пункт «б»), 58-3, 58-4, 58-6 и 59-9 Уголовного кодекса РСФСР.
В 23 часа 35 минут был оглашён приговор — всех восьмерых приговорили к смертной казни без права на отсрочку приговора. Сразу же после этого Тухачевский и остальные обвиняемые были расстреляны в подвале здания Военной коллегии Верховного суда СССР. Произошло ли это до или после полуночи, точно не известно, поэтому датой смерти Тухачевского может указываться как 11, так и 12 июня. Согласно показаниям свидетелей, Тухачевский перед смертью выкрикнул «Да здравствует Красная армия!»
Место захоронения — Новое Донское кладбище, могила номер 1 — (специально отведённое место во дворе крематория, впоследствии получившее известность как «могила невостребованных прахов № 1»).
Процесс по делу Тухачевского положил начало массовым репрессиям в РККА 1937—1938 годов.

## Семья
- Первая жена — Мария Владимировна Игнатьева, дочь машиниста пензенского депо. Познакомились ещё до 1-й Мировой войны. Сопровождала мужа на фронтах Гражданской войны. В 1920 году покончила с собой — застрелилась в штаб-вагоне мужа[60].
- Вторая жена — 16-летняя Лика (по одной из версий, Амалия Яковлевна Протас, адъютант будущего маршала), подопечная лесничего, дворянского происхождения. Брак был заключён в церкви[60]. Родившаяся дочь Ирина умерла от дифтерии в младенчестве. Развелась с мужем из-за измены. Вскоре после развода снова вышла замуж.
- Третья жена (с 1921 года) — Нина Евгеньевна Гриневич (1900 — 16 октября 1941[61]), из дворянского рода. Первым браком была замужем за армейским комиссаром 2-го ранга Л. Н. Аронштамом. После ареста второго мужа была сослана, затем — расстреляна (в октябре 1941 года). От брака с Тухачевским у неё родилась дочь Светлана (1922—1982). Посмертно реабилитирована 3 июня 1956 года.
- Четвёртая, фактическая, жена — секретарь Юлия Ивановна Кузьмина, которая до этого была замужем за комиссаром Балтфлота Н. Н. Кузьминым. Сошлись в 1924 году[62]. От этих отношений в 1926 году родилась вторая дочь маршала — тоже Светлана[источник не указан 372 дня].

## Репрессии против семьи Тухачевского
Были арестованы и осуждены почти все члены семьи М. Н. Тухачевского:
- мать Мавра Петровна — умерла в ссылке.
- жена Нина Евгеньевна — ссылка, лагерь, расстрел[64].
  - дочь Светлана — направлена в Нижнеисетский детский дом.
- брат Николай — расстрел.
  - его жена — лагерь, ссылка.
- брат Александр — расстрел.
  - его жена — лагерь, ссылка.
- сестра Елизавета — лагерь, ссылка[65].
  - её муж, Юрий Игнатьевич Арватов — расстрел.
- сестра Ольга — лагерь, ссылка[65].
  - её муж — лагерь, ссылка.
- сестра Мария — лагерь, ссылка[65].
  - её муж, Владимиров М. А. — расстрел; его брат Владимиров В. А. — лагерь, ссылка.
  - дочь — ссылка[66].
- сестра Софья — ссылка.
- сестра Наталья — единственная избежала репрессий, приняв фамилию Ростова[67].

## Реабилитация
В 1956 году Главная военная прокуратура и Комитет государственной безопасности при Совете Министров СССР проверили уголовное дело Тухачевского и других вместе с ним осуждённых лиц и установили, что обвинение против них было сфальсифицировано. Военная коллегия Верховного суда СССР под председательством генерал-лейтенанта юстиции Чепцова А. А., рассмотрев 31 января 1957 года заключение Генерального прокурора СССР, определила: приговор Специального судебного присутствия Верховного суда СССР от 11 июня 1937 года в отношении Тухачевского, Якира, Уборевича, Корка, Эйдемана, Примакова, Путны и Фельдмана отменить и дело за отсутствием в их действиях состава преступления производством прекратить.
В том же 1957 году Комитетом партийного контроля при ЦК КПСС все указанные лица были реабилитированы и в партийном отношении.
В Справке комиссии Президиума ЦК КПСС «О проверке обвинений, предъявленных в 1937 году судебными и партийными органами тт. Тухачевскому, Якиру, Уборевичу и другим военным деятелям, в измене Родины, терроре и военном заговоре», подготовленной в 1957 году Комитетом госбезопасности при Совете Министров СССР и Генеральной прокуратурой СССР, указано:
Изучение материалов, относящихся к «делу» Тухачевского и других, позволяет также сделать следующие выводы: 
1. Массовые репрессии в отношении партийных и советских кадров явились прямым следствием культа личности Сталина. Репрессии в отношении военнослужащих представляют собой составную часть массовых репрессий в стране. 
2. В период Гражданской войны между Сталиным и Тухачевским на почве неправильного поведения Сталина возникли неприязненные взаимоотношения. В послевоенный период в статьях и выступлениях Тухачевский исторически правдиво характеризовал роль Сталина в Гражданской войне, что являлось препятствием на пути к возвеличиванию роли Сталина, к созданию его культа личности. 
Имевшие значительные заслуги перед государством талантливые военные руководители Тухачевский, Якир, Уборевич не были сторонниками непомерного возвеличивания имени Сталина и, таким образом, являлись неугодными для него лицами. В результате использования органами ОГПУ — НКВД имени Тухачевского в дезинформационной деятельности против иностранных разведок за рубежом появились различного рода слухи о нелояльном отношении Тухачевского к Советской власти. Эти слухи проникали в СССР и играли определённую роль в дискредитации Тухачевского.

Изучая архивные материалы КГБ, историк спецслужб, доктор исторических наук А. А. Зданович подтвердил существование слухов: «Наша разведка доносила, что руководители белоэмигрантов за рубежом Кутепов, Миллер и некоторые другие, когда обсуждали, кто их мог бы поддержать в СССР, называли фамилию Тухачевского. Исключительно предположительно, руководствуясь логикой, что Тухачевский же был офицером в царской России. А раз был офицером, то может возглавить такую фронду. Однако имелось указание Дзержинского, зафиксированное в документах, ни в коем случае имя и фамилию Тухачевского не использовать в работе с легендированными организациями».

## После реабилитации
После реабилитации Тухачевского советские СМИ и официальная историческая наука СССР изображали его как героя Гражданской войны и реформатора РККА.
В его честь были названы:
Россия
- 72 улицы, 6 переулков и 1 набережная в городах и сёлах России[69][70], в том числе в Москве, Санкт-Петербурге, Брянске, Грозном, Бугульме (Татарстан), Владивостоке, Димитровграде, Иркутске, Кемерове, Кирове, Кузнецке, Лесосибирске (Красноярский край), Мытищах (Московская область), Новосибирске, Омске, Пензе, Самаре, Сафонове (Смоленской области), Смоленске, Ставрополе, Ульяновске, Челябинске, Черняховске (Калининградская обл.).
- В селе Вражском, Каменского района, Пензенской области установлен мемориальный бюст маршала М. Н. Тухачевского.
- В Чебоксарах на территории Мемориального комплекса В. И. Чапаеву имеется стена с барельефом М. Н. Тухачевского.
- В 1923 г. Миасс (Челябинская обл.) чуть не стал Тухачевском. Подобная инициатива появилась, но была отклонена.

Белоруссия
- Улица Тухачевского в Минске, Бобруйске, Лиде, Гомеле, Кобрине.

Украина
- Улица Тухачевского в Луганске.
- Евпатория, Крым.

## Характеристики Тухачевского
- Р. Гуль «Ценитель музыки, эстет, поклонник Бетховена… 27-летний полководец славится, кроме побед, уменьем чётко наладить армейскую работу».[71]
- Г. Жуков «Человек атлетического сложения, он обладал впечатляющей внешностью. Мы ещё тогда отметили, что М. Н. Тухачевский не из робкого десятка: по районам, где скрывались бандиты, он разъезжал с весьма ограниченным прикрытием <…>. На посту первого заместителя наркома обороны Михаил Николаевич Тухачевский вёл большую организаторскую, творческую и научную работу, и все мы чувствовали, что главную, руководящую роль в Наркомате обороны играет он. При встречах с ним меня пленяла его разносторонняя осведомлённость в вопросах военной науки. Умный, широко образованный профессиональный военный, он великолепно разбирался как в области тактики, так и в стратегических вопросах. М. Н. Тухачевский <…> умел творчески подойти к любой проблеме <…>.»[72]
- В. М. Молотов, 1978 год: «Он не мог стать, он был изменником, гнуснейшим изменником, опаснейшим»[73].
- Ю. Кантор «Честолюбие — это одна из основных черт ещё маленького Миши Тухачевского, которая прослеживалась и в учёбе в гимназии, и потом в училище»[74]
- И. А. Ильин: «Тухачевский — очень честолюбив, фаталистичен, молчалив; кажется, не умён; может стать центром заговора; вряд ли справится»[75].

## Оценки работы и самого М. Н. Тухачевского
Александр Помогайбо утверждает, что репрессии 1937—1938 годов отрубили голову армии, науке и промышленности. Тухачевского он считает выдающимся деятелем и приводит следующие доказательства:
Развитием военной радиосвязи в СССР занимался Николай Михайлович Синявский, один из главных соратников Тухачевского. Как известно, Тухачевский уделял большое внимание радиосвязи и предполагал даже управление войсками по радио. <…> Синявский был расстрелян 29 июля 1938 года. <…> Наркомат связи попал в ведение людей, имевших поверхностное знакомство со связью: <…> Халепского, <…> Ежова <…>
В том же 1932 году Качугин предложил самонаводящиеся зенитные снаряды (так тогда назывались зенитные ракеты), проект которых нашёл поддержку у Тухачевского. Скоро был готов и образец, испытания прошли успешно. Тухачевский лично пожал руку изобретателю, поздравляя с удачей <…>
Виктор Суворов и Александр Широкорад напротив, считают Тухачевского бездарностью и вредителем, выдвинувшимся благодаря удачно проведённым карательным операциям в Кронштадте и на Тамбовщине. Виктор Суворов пишет:
Вся деятельность Тухачевского на посту заместителя наркома обороны по вооружению была направлена во вред Советскому Союзу. <…> Тухачевский был принципиальным противником миномётов, считая их «недоразвитой артиллерией». При нём все работы по созданию миномётов были свёрнуты. Столь же рьяно гигант военной мысли выступал и против скорострельных зенитных пушек малого калибра. А именно они и нужны в войсках. Пистолеты-пулемёты Тухачевский считал «полицейским оружием», в наших условиях ненужным <…>. Тухачевский неумолимо гнул линию на полное перевооружение армии безоткатными пушками Курчевского. Ни одно из представленных им орудий не прошло не только государственных испытаний, но даже и заводских. Средства были угроблены немеряные, драгоценное время упущено, соперники Курчевского обезврежены и задавлены. В области авиации Тухачевский был сторонником массового строительства самолётов с каркасом из бамбуковых палок. Над его чудачеством можно было бы смеяться, если бы чудачество плавно не перерастало во вредительство.
Тухачевский считал себя оккупантом России, так о себе и писал в своих гениальных творениях. Главное для него — отучить людей мыслить самостоятельно, отбить охоту верить друг другу и стремление помогать друзьям, братьям, соседям.
Такого же мнения придерживается и публицист В. А. Кучеренко, введя термин «тухачевщина».

## Воинские чины и звания
- Рядовой — 1912
- Фельдфебель - 1913
- Подпоручик — 12.07.1914.
- Маршал Советского Союза — 20.11.1935.[81]

## Награды
Награды Российской империи
- Орден Святого Владимира IV степени с мечами и бантом (ВП от 28 октября 1914 года)[83] — пожалован лейб-гвардии подпоручику Лейб-гвардии Семеновского полка Тухачевскому.
- Орден Святой Анны II степени с мечами (ВП от 13 мая 1915 года «За боевые отличия, отлично-усердную службу и труды, понесённые во время военных действий»)[84]-пожалован лейб-гвардии подпоручику Лейб-гвардии Семеновского полка Тухачевскому Михаилу.
- Орден Святой Анны III степени с мечами и бантом (ВП от 9 февраля 1915 года «За период боёв с 20 сентября по 23 октября 1914 года»)[85]-пожалован лейб-гвардии подпоручику Лейб-гвардии Семеновского полка Тухачевскому Михаилу.
- Орден Святого Станислава III степени с мечами и бантом (ВП от 9 февраля 1915 года «За период боёв с 20 сентября по 23 октября 1914 года»)[86]-пожалован лейб-гвардии подпоручику Лейб-гвардии Семеновского полка Михаилу Тухачевскому за то, что:

«переправившись 26 сентября 1914 года на противоположный берег реки Вислы, нашёл и сообщил место батареи неприятеля у костёла и определил их окопы. На основании этих сведений наша артиллерия привела к молчанию неприятельскую батарею»
- Орден Святой Анны IV степени (Аннинское оружие) (ВП от 15 сентября 1915 года № 75 «За период боёв с 23 октября по 1 декабря 1914 года»)[87]-пожалован лейб-гвардии подпоручику Лейб-гвардии Семёновского полка Михаилу Тухачевскому.
- Был представлен к ордену Святого Станислава II степени с мечами

Советские награды
- Орден Ленина (21 февраля 1933)
- Орден Красного Знамени (7 августа 1919)
- Почётное революционное оружие (17 декабря 1919)

## Сочинения
- Избранные произведения: в 2-х томах. — М.: Воениздат, 1964.
- Война классов. — М.: Госиздат, 1921.
- Борьба с контрреволюционными восстаниями // Война и революция. — 1926. — № 7.
- Борьба с контрреволюционными восстаниями. Искоренение типичного бандитизма (Тамбовское восстание) // Война и революция. — 1926. — № 8.
- Наши учебно-тактические задачи. — М.: Госиздат, 1929.
- Поход за Вислу. — М.: Новости, 1992.
- Тактика и обучение (пехота). — М.: 1926, 1927.
- Новые вопросы войны // Военно-исторический журнал. — 1962. — № 2.

## Тухачевский в искусстве

### Фильмы
- «Миссия в Москву» (1943) — Иван Тризо
- «Одиночество» (1964) — Алексей Головин
- «Гроза над Белой» (1968); «Умри на коне» (1979) — Валерий Ерёмичев
- «Падение Тухачевского» / Der Fall Tuchatschewskij (ФРГ, 1968) — Хельмут Вильдт
- «По волчьему следу» (1976) — Алексей Головин
- «Пыль под солнцем» (1977) — Александр Овчинников
- «Побег изо льдов» / Coming Out of the Ice (США, 1982) — Бен Кросс
- «Матросы Кронштадта» / Die Matrosen von Kronstadt (ФРГ, 1983) — Джозеф Фрелих
- «Подданные революции» (1987) — Николай Кочегаров
- «Свидетельство» (англ. Testimony) (1988) — Рональд Пикап
- «Дети Арбата» (2004) — Сергей Астахов
- «Московская сага» (2004) — Андрей Чубченко
- «Королёв» (2007) — Александр Бобровский
- «Тухачевский. Заговор маршала» (2009) — Андрей Чубченко
- «Варшавская битва. 1920» (2011) — Александр Хошабаев
- «Троцкий» (2017) — Вадим Сквирский

## Адреса в Ленинграде
- 1928—1931 — Ново-Михайловский дворец — улица Халтурина, 19.